# Thomas Hohensee
Thomas Hohensee (* 1955 in Berlin) ist ein deutscher Autor und Coach für Persönlichkeitsentwicklung.

## Leben
Zunächst studierte Hohensee Rechtswissenschaft an der Freien Universität Berlin mit Abschluss 1. juristisches Staatsexamen. Zum Referendariat zog er nach Hamburg, wo er auch das 2. juristische Staatsexamen ablegte.
Anschließend arbeitete er als Justiziar und Schuldnerberater.
Ab 1997 absolvierte er eine Ausbildung am Deutschen Institut für Rational-Emotive und Kognitive Verhaltenstherapie in Würzburg, gab seine Tätigkeit als Justiziar auf und wandte sich der Frage zu: „Wie können wir, auf entspannte Weise, ein glückliches, erfülltes Leben führen?“
Hohensee hat sich unter anderem mit der Lebensweise beschäftigt, die vom Buddhismus propagiert wird. In mehreren Werken beleuchtet er die jahrtausendealte Lehre des Buddha von einem kritischen, untraditionellen Blickwinkel aus und verbindet sie mit den wissenschaftlich gesicherten Aussagen der kognitiven Verhaltenstherapie.
In seinen Büchern Lob der Faulheit und Das Erfolgsbuch für Faule wendet sich Hohensee gegen Leistungsdruck und blinden Aktionismus. Er plädiert stattdessen dafür, dem Lustprinzip zu folgen und mit kleinen Schritten die eigenen Träume zu verwirklichen.
Hohensee ist verheiratet und lebt in Berlin. Er ist Befürworter eines bedingungslosen Grundeinkommens.

## Werke (Auswahl)
- Das Erfolgsbuch für Faule. Entdecken Sie, was Sie wirklich wollen und wie Sie es ohne Stress erreichen. Kösel-Verlag, München 2002, ISBN 978-3-466-30579-7
- Glücklich wie ein Buddha. Sechs Strategien, alle Lebenslagen zu meistern. Kreuz Verlag, Stuttgart 2003. (Aktualisierte Neuausgabe: dtv, München 2012, ISBN 978-3-423-34737-2)
- Gelassenheit beginnt im Kopf. So entwickeln Sie einen entspannten Lebensstil. Kreuz Verlag, Stuttgart 2004. (Taschenbuchausgabe: Knaur TB, München 2007, ISBN 978-3-426-87282-6)
- Der innere Freund. Sich selbst lieben lernen. dtv premium, München 2008, ISBN 978-3-423-24679-8
- Sehnsucht. Die Suche nach dem vollkommenen Glück. dtv premium, München 2009, ISBN 978-3-423-24773-3
- Entspannt wie ein Buddha. Die Kunst, über den Dingen zu stehen. dtv premium, München 2011, ISBN 978-3-423-24836-5
- Lob der Faulheit. Warum Disziplin und Arbeitseifer uns nur schaden. Gütersloher Verlagshaus, Gütersloh 2012, ISBN 978-3-579-06651-6
- Wie ich meine Angst verlor. Und wie Ihnen das auch gelingen kann. dtv premium, München 2014, ISBN 978-3-423-26036-7
- Stärker als das größte Leid, Nymphenburger Verlagshaus 2018, ISBN 978-3-485-02952-0
- Tue nichts und werde glücklich. Kösel-Verlag, München 2020, ISBN 978-3-466-34752-0